# Хан, Жизела
Жизела Хан, урождённая Жизела Дренхан (нем. Gisela Hahn; род. 13 мая 1943, Вомбжезьно, Куявско-Поморское воеводство) — немецкая актриса.

## Биография
Из-за того, что её родители стали беженцами, Жизела Дренхан приехала в Гамбург в возрасте двух лет и выросла в Виссельхёведе. После школы прошла стажировку в Siemens и привлекла к себе внимание как чемпионка по боулингу. В 1963 году уехала в Мюнхен. Там она стала фельдшером, чтобы финансировать свои частные уроки актёрского мастерства и пения. Вскоре после этого в 1963/64 году она впервые выступила в театре под сценическим псевдонимом «Жизела Хан».
Благодаря привлекательным внешним данным, появилась в многочисленных художественных фильмах 1964 года. Жизелу Хан также несколько лет активно снимали в немецких телесериалах, прежде чем она поселилась в Риме в 1970 году и в дальнейшем снималась в основном в итальянских постановках. Её территорией были в основном криминальные истории, вестерны и приключенческие фильмы. В декабре 1976 года её фотографии появились в итальянской версии журнала Playboy. В 1983 году Жизела Хан вернулась в Германию, где в 1984 году возглавила кинопрокатную компанию Cinevox. Кроме того, она иногда появлялась в телепостановках.